# لانچیا آرتنا
لانچیا آرتنا (Lancia Artena) خودرویی است که در سال‌های ۱۹۳۱ تا ۱۹۳۶۱۹۴۰-۱۹۴۲تولید شده‌است. 
طراحی آن خودروهای موتور جلو-محور عقب بوده طول آن در حالت طبیعی ۴٬۳۲۰ میلیمتر (۱۷۰ اینچ)، عرض آن در حالت طبیعی ۱٬۶۳۲ میلیمتر (۶۴٫۳ اینچ) و وزن آن در حالت طبیعی ۱٬۳۵۰ کیلوگرم (۲٬۹۷۶ پوند) است. 
موتور آن ۱۹۲۴ سی‌سی است.